# Subzone van Chlamys gerardi en Astarte trigonata

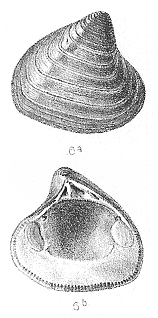

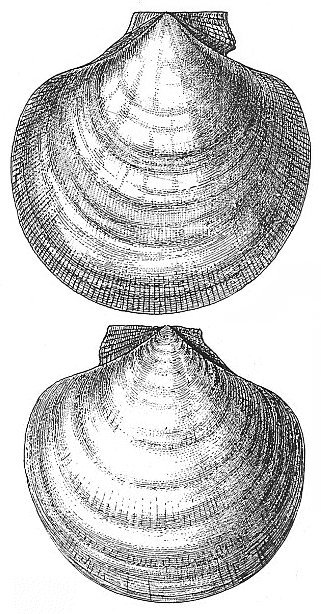
Astarte trigonata en Palliolum gerardi
naamgevende soorten
voor MOL. D2

De Subzone van Chlamys gerardi en Astarte trigonata of MOL. D2 is een molluskenbiozone in het mariene Plioceen van Nederland. De zone is vernoemd naar twee meestal algemeen optredende soorten: Chlamys gerardi en Astarte trigonata en beschreven als de onderste/oudste subzone binnen de 'Zone van Turritella incrassata en Yoldia semistriata'. De geldige naam van Chlamys gerardi is Palliolum gerardi. Het is niet gebruikelijk om de naam van een biozone aan te passen als door taxonomische of nomenclatorische redenen de naam van de naamgevende soorten later verandert. In de zonenaam blijven "ouderwetse" soortnamen dus gewoon staan. Dit is in lijn met de aanbevelingen in de Stratigraphic Guide van de International Commission on Stratigraphy.
De zone werd in 1975 door Spaink geïntroduceerd. Zij is aanwezig in het onderste deel van de
(lithostratigrafische) Formatie van Oosterhout en heeft een Brunssumien ouderdom.

## Definitie
De zone is gedefinieerd als een 'assemblage zone'. Dat betekent dat van een gegeven aantal soorten die een 'assemblage' (associatie of gezelschap) kunnen vormen een aantal in de bestudeerde monsters moet voorkomen om de aangetroffen fossiele fauna tot die zone te kunnen rekenen. Hoewel dus alle als kenmerkend beschouwde soorten bij elkaar kunnen worden aangetroffen is het niet noodzakelijk dat al deze soorten daadwerkelijk aanwezig zijn. Het is zelfs niet noodzakelijk dat de naamgevende soorten van de zone in de onderzochte laag aanwezig zijn!
Spaink (1975) beschouwde het gezamenlijke voorkomen van een aantal van de volgende soorten als kenmerkend voor deze zone:
| - Astarte corbuloides corbuloides - Astarte corbuloides galeotti - Astarte obliquata burtinea - Astarte trigonata | - Bathyarca pectunculoides - Ctena decorata - Palliolum gerardi - Raphitoma linearis | - Similipecten similis - Spirotropis modiola - Thyasira flexuosa - Yoldiella pygmaea |

Dit zijn niet alle soorten die uit deze zone bekend zijn maar deze beperkte lijst geeft al aan dat de associatie duidt op een relatief diepe zee.
De MOL.D2 subzone werd beschreven als onderdeel van een serie molluskenzones beginnend in het Boven Mioceen tot aan de regressie aan het eind van het Tiglien. Van oud naar jong zijn dit de zones MOL.E tot en met MOL.A (zie het schema onderaan op deze pagina). Later is deze biozonering door Sliggers & Van Leeuwen (1987) aangevuld met zones MOL.F/MOL.I van miocene ouderdom.
Hoewel het type zone dit niet noodzakelijk maakt, werden de molluskenbiozones vooral tijdstratigrafisch opgevat. Waarschijnlijk is dat grotendeels terecht maar later onderzoek heeft uitgewezen dat de werkelijkheid ingewikkelder is.
Aangezien de associaties in deze subzone op dieper water lijken te wijzen dan die van de erboven liggende zone MOL.D1, zouden beide zones slechts facieel kunnen verschillen en gedeeltelijk naast elkaar hebben kunnen bestaan in delen van de zee met verschillende waterdiepten. Het belangrijkste verschil tussen beide subzones ligt echter in het feit dat MOL.D1 gekarakteriseerd is door de binnenkomst van soorten afkomstig uit de Grote Oceaan, de zogenaamde 'Pacifische Groep'. Soorten uit deze groep ontbreken in MOL.D2, waardoor een ouderdomsverschil waarschijnlijk lijkt.

## Petaloconchus Laag
Bij Antwerpen (België) is uit de Zanden van Kattendijke een laag beschreven waarin de rifvormende soort Petaloconchus intortus massaal voorkwam (Marquet, 1984). Hoewel de associatie in subzone Mol.D2 te plaatsen is, werd deze laag tot op heden niet in Nederland teruggevonden. Wel zijn een aantal kenmerkende soorten uit die laag, waaronder Petaloconchus intortus, aan de basis van de pliocene afzettingen in een aantal boringen in Zeeuws-Vlaanderen tamelijk algemeen aanwezig. Het is onduidelijk of dit een lateraal equivalent is, of dat de betreffende soorten geremanieerd aanwezig zijn in iets jongere pliocene afzettingen.

## Biozones in Nederland
| chronostratigrafie | chronostratigrafie | Associatiezone                                         | Associatiezone                                         | Associatiezone                                         | Zonesymbool |
| ------------------ | ------------------ | ------------------------------------------------------ | ------------------------------------------------------ | ------------------------------------------------------ | ----------- |
| Onder- Pleistoceen | Tiglien            | Zone van Mya arenaria en Hydrobia ulvae                | Zone van Mya arenaria en Hydrobia ulvae                | Zone van Mya arenaria en Hydrobia ulvae                | MOL.A       |
| Onder- Pleistoceen | Pretiglien         | Zone van Serripes groenlandicus en Yoldia lanceolata   | Zone van Serripes groenlandicus en Yoldia lanceolata   | Zone van Serripes groenlandicus en Yoldia lanceolata   | MOL.B       |
| Plioceen           | Piacenzien         | Zone van Nassarius propinquus en Lentidium complanatum | Zone van Nassarius propinquus en Lentidium complanatum | Zone van Nassarius propinquus en Lentidium complanatum | MOL.C       |
| Plioceen           | Piacenzien         | Zone van Turritella triplicata en Yoldia semistriata   | MOL.D                                                  | Subzone van Nassarius reticosus en Chlamys opercularis | MOL.D1      |
| Plioceen           | Zanclien           | Zone van Turritella triplicata en Yoldia semistriata   | MOL.D                                                  | Subzone van Chlamys gerardi en Astarte trigonata       | MOL.D2      |
| Boven Mioceen      | Boven Mioceen      | Zone van Arcoperna sericea en Chlamys tigerina         | Zone van Arcoperna sericea en Chlamys tigerina         | Zone van Arcoperna sericea en Chlamys tigerina         | MOL.E       |

## Relaties met vroeger en elders gebruikte eenheden
Equivalenten van deze zone zijn aanwezig in de 'Coralline Crag Formation' in East Anglia (Engeland). In België komt deze zone ongeveer overeen met het 'Kattendijkien'.

## Mollusken uit zone MOL.D2

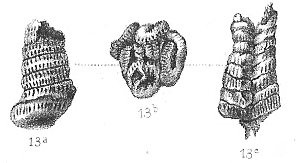
Petaloconchus intortus